# Elizabeth Smith Miller

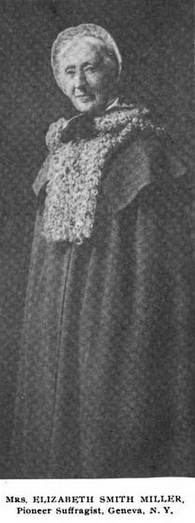
Elizabeth Smith Miller, d'après une publication de 1908

Elizabeth Smith Miller « Libby », née le  20 septembre 1822 à Peterboro et morte le 23 mai 1911 à Geneva ), est une militante américaine et une philanthrope qui soutient le mouvement pour les droits des femmes et l'abolition de l'esclavage. 

## Biographie
Elizabeth Smith est née le 20 septembre 1822 à Peterboro, dans l'État de New York. Elle est la fille du philanthrope antiesclavagiste Gerrit Smith et de sa seconde épouse, l'abolitionniste Ann Carroll Fitzhugh (en),. Après une éducation à domicile, elle étudie le français, la philosophie et l'arithmétique au Young Ladies' Domestic Seminary de Clinton, dans l'État de New York de 1835 à 1836. En 1839, elle s'inscrit dans une école quaker de Philadelphie. Une telle éducation est rare pour les jeunes femmes de l'époque. Elizabeth Smith est, tout au long de sa vie, une fervente partisane de l'éducation des femmes,.
Dans la maison familiale, passent bon nombre de personnes engagées pour l'abolition de l'esclavage et des défenseurs de la tempérance. Gerrit Smith organise régulièrement des rencontres pour présenter à sa famille et à ses amis les réalités de la vie des esclaves. Elle a ainsi l'occasion de rencontrer l'activiste John Brown et un esclave fugitif, Harriet Powel,.
En 1843, Elizabeth Smith épouse le banquier Charles Dudley Miller lors d'une cérémonie célébrée par Beriah Green (en). Charles Miller est directeur de banque dans la ville voisine de Cazenovia, où le couple  vit durant les premières années de leur mariage. Ils vivent ensuite à Peterboro, dans le manoir familial de 1846 à 1869. Ils y ont quatre enfants : Gerrit Smith Miller (1845-1937), Charles Dudley Miller, II (1847-1894), William Fitzhugh Miller (1850-1876) et Anne Fitzhugh Miller (1856-1911).
Tous deux travaillent pendant un certain temps au bureau foncier de Gerrit Smith à Peterboro. Cependant, ni l'un ni l'autre n'a d'emploi ou de revenu réguliers. Après un séjour à Washington, DC, ils occupent pendant 18 ans le « Cottage Across the Brook », sur le domaine du père d'Elizabeth Smith Miller à Peterboro, New York. Ce sera plus tard la résidence de leur fils, Gerrit Smith Miller. La famille déménage ensuite à Geneva, dans l'État de New York,  où Charles meurt en 1896 et Elizabeth le 23 mai 1911, à l'âge de 88 ans. C'est à Geneva qu'elle écrit son livre sur l'économie domestique,,.

## Droits des femmes
Lors de la troisième Convention nationale pour les droits des femmes, qui se tient à Syracuse en 1852, Elizabeth rédige une motion visant à créer des organisations féministes au niveau des États, après l'échec de la motion visant à créer une organisation nationale. Elle participe, avec Elizabeth Cady Stanton et Susan B. Anthony, à la fondation de la National Woman Suffrage Association. 
Avec sa fille Anne Fitzhugh Miller (1856-1912), elle fonde à Geneva ce qui devient le plus grand et le plus actif Political Equality Club (Club pour l'égalité politique) de l'État de New York, et mène des actions d'information pour les femmes de tous âges sur les questions politiques.
Elle développe des opportunités éducatives locales pour les femmes, finance des bourses d'études et la création du William Smith College pour femmes à Geneva, dans l'État de New York.

## Réforme vestimentaire
Défenseure de la réforme vestimentaire victorienne, Elizabeth Smith Miller est vivement critiquée pour avoir porté le pantalon turc et la jupe mi-longue, popularisés plus tard par Amelia Bloomer dans The Lily, et connus sous le nom de « bloomer ». Ce vêtement et ses sous-vêtements sont similaires aux tenues utilitaires également portées par les femmes de la communauté utopique Oneida et de la nation amérindienne Oneida (en) . Elle explique : « Au printemps 1851, alors que je passais de nombreuses heures à travailler au jardin, je fus si profondément dégoûtée par la jupe longue que l'insatisfaction – due aux années – me conduisit soudain à la décision de ne plus supporter ce fardeau. Cette résolution fut aussitôt mise en pratique. Un pantalon turc jusqu'à la cheville, avec une jupe descendant environ dix centimètres sous le genou, remplaça ce vieux vêtement lourd, négligé et exaspérant. ».
La réforme vestimentaire est considérée comme essentielle pour libérer les femmes des contraintes fonctionnelles imposées à leurs activités par les conventions renforçant une société dominée par les hommes. Les « bloomers » sont portés par les dirigeantes du mouvement pour les droits des femmes comme acte de rébellion, jusqu'à ce que l'attention que la presse porte aux critiques devienne plus importante que l'attention apportée au mouvement. Elizabeth Smith Miller aussi essuie son lot de critiques et finit par retourner à une tenue vestimentaire conventionnelle.

« Vive le jour où nous aurons une tenue vestimentaire élégante et convenable qui encouragera les exercices sur la route et aux champs, qui nous laissera le libre usage de nos membres, qui favorisera, sans entraver, notre parfait développement. »Elizabeth Smith Miller

## Ecriture
Après la mort de son père en 1874, Elizabeth Smith Miller travaille à la rédaction de sa biographie, en collaboration avec l'auteur Octavius Brooks Frothingham (en). Après un désaccord entre eux au sujet du traitement de la relation de Gerrit Smith avec John Brown, elle ordonne le rappel des livres pour en supprimer les informations contestées. Une deuxième édition expurgée est préparée sous sa direction.
Dans ses dernières années, elle rédige un traité d'économie domestique. 

## Publications
- (en) In the kitchen, Boston, Lee et Shepard, 1875, 592 p. (lire en ligne)

## Documents d'archives
La collection de la National American Woman Suffrage Association, conservée à la Bibliothèque du Congrès, contient sept volumes de coupures de presse conservées par Elizabeth et sa fille Anne Fitzhugh Miller. Ces documents sont numérisés. 